# Edifici Merín
L'edifici Merín, situat a la plaça alcalde José Reig Vilaplana número 12 de Cocentaina (Comtat), País Valencià, és un edifici privat d'estil racionalista construït l'any 1930, que va ser projectat per l'arquitecte alcoià Vicente Valls Gadea.

## Edifici
L'edifici és obra de l'arquitecte alcoià Vicente Valls Gadea. Les obres s'inicien en 1930 i conclouen en 1931. El llenguatge de l'edifici té clares influències del racionalisme arquitectònic amb trets expressionistes. És un dels primers exemples d'arquitectura del racionalisme valencià que tenen lloc al País Valencià. Uns anys més tard tornaria a utilitzar aquest mateix llenguatge a l'edifici Roca, a València.
L'edifici recau a tres espais diferents, la plaça alcalde José Reig Vilaplana número 12, l'avinguda Jaume I número 8 i el carrer Roger de Lauria. El volum edificat és exempt amb dues façanes laterals que recauen als carrers Rei Don Jaume i Roger de Lauria, respectivament. La façana principal s'obri amb més perspectiva a la plaça alcalde José Reig Vilaplana i la quarta façana, a un jardí tancat.
En una de les cantonades sobreïx amb esveltesa el cos cilíndric d'una torre mirador de tres altures. Els buits del parament exterior s'inscriuen en bandes horitzontals de color rosa que a manera de contínues esquinçades emulen la fenêtre longeure de Le Corbusier. A nivell compositiu, destaquen les línies corbes expressionistes, que les bandes horitzontals de la façana accentuen. El joc d'altures i la combinació de volums aporten al conjunt una gran plasticitat. Amb criteris racionalistes, les cantonades es modelen per facilitar la fluïdesa de la circulació urbana.
L'edificació consta de baixos comercials i tres altures amb àtic. En cadascuna de les dues primeres altures hi ha un sol habitatge que distribueix les seues estades al voltant d'un pati interior de planta poligonal. En la tercera planta hi ha dos habitatges. Estan presents algunes de les notes invariables que caracteritzen el llenguatge racionalista assimilat pels arquitectes alacantins com és la rotunditat volumètrica, desornamentació, estandardització, etc.